# Soqueco
Soqueco, também grafada como Sokeko, é uma vila e comuna angolana que se localiza na província de Malanje, pertencente ao município de Cacuso.